# Nemesis (tijdschrift)
Nemesis was een tweemaandelijks tijdschrift voor Vrouw en Recht, dat tussen 1984 en 2003 is verschenen.
Het tijdschrift Nemesis was gelieerd aan het Clara Wichmann Instituut. Toen het Clara Wichmann Instituut werd opgeheven, hield ook het tijdschrift Nemesis op te bestaan. Het slotnummer van Nemesis in 2003 had als onderwerp de vraag: 'Heeft de vrouw nog toekomst?'.

## Doel van Nemesis
Het tijdschrift Nemesis stelde zich ten doel de "politiek en ideologische functie van het recht voor de maatschappelijke positie van vrouwen kritisch te analyseren". Door "seksistische uitgangspunten en patronen in de rechtstheorie en -filosofie en in de verschillende juridische praktijken bloot te leggen wil[de] Nemesis het inzicht vergroten in de wijzen waarop vrouwen worden onderdrukt" (Uit: redactioneel Nemesis 1984, jg. 1, nr. 1).

## Redactie
De redactie van Nemesis bestond bij de start van het tijdschrift, in 1984, uit José J. Bolten, Loes Brünott, Karin van Elderen, Marjet Gunning, Dorien Pessers en Heikelien Verrijn Stuart. Nadien hebben geregeld personele wisselingen in de redactie plaatsgevonden.

## Oude nummers en archief van Nemesis
Alle verschenen nummers van Nemesis zijn te raadplegen op de website tijdschriftnemesis.nl. Het archief van Nemesis maakt deel uit van het Archief Clara Wichmann Instituut. Wetenschappelijk Instituut Vrouw en Recht (CLWI), dat wordt beheerd door Atria.